# Міста центрального підпорядкування В'єтнаму

Міста центрального підпорядкування В'єтнаму

В'єтнам є країною, що динамічно розвивається, з постійним зростанням населення. На першому рівні країна ділиться на 57 провінцій (в'єт. Tỉnh, тінь) та шість міст центрального підпорядкування (в'єт. thành phố trực thuộc Trung ương), які мають однаковий статус із провінціями.

## Список
| Провінції | В'єтнамське написання | Екон. район                 | Населення, осіб (2009) | Площа, км² | Щільність, осіб/км² |
| --------- | --------------------- | --------------------------- | ---------------------- | ---------- | ------------------- |
| Дананг    | Thành phố Đà Nẵng     | Південний Приморський Центр | 887 069                | 1 283      | 691,40              |
| Кантхо    | Thành phố Cần Thơ     | Дельта Меконгу              | 1 187 089              | 1 402      | 846,71              |
| Хайфон    | Thành phố Hải Phòng   | Дельта Червоної річки       | 1 837 302              | 1 522      | 1207,16             |
| Ханой     | Hà Nội (Thủ đô)       | Дельта Червоної річки       | 6 448 837              | 3 345      | 1927,90             |
| Хошимін   | Thành phố Hồ Chí Minh | Південно-східний            | 7 123 340              | 2 096      | 3398,54             |
| Хюе       | Thành Phố Huế         | Центрального                | 1 236 393              | 4 947      | 250                 |

## Галерея

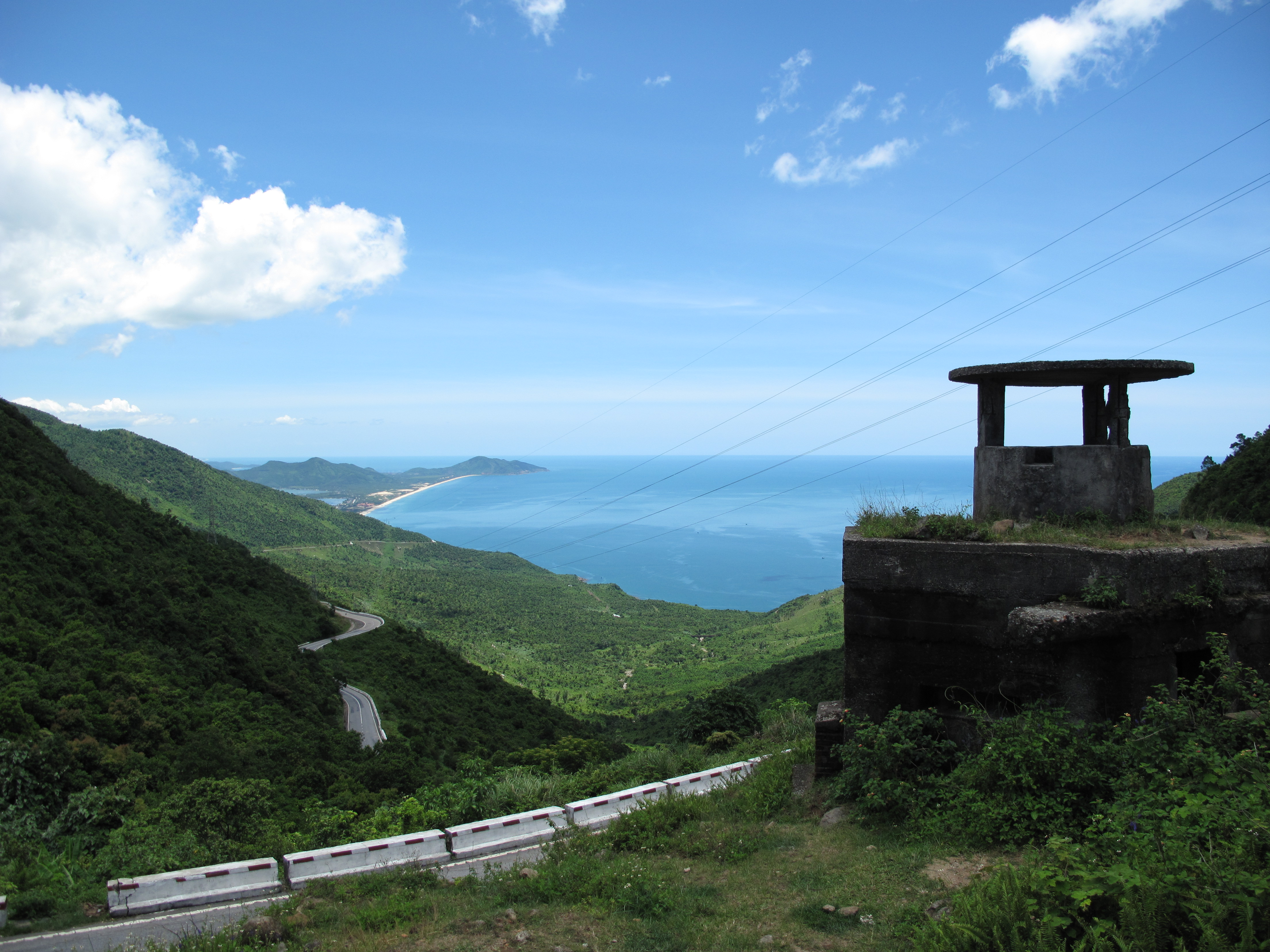
Дананг
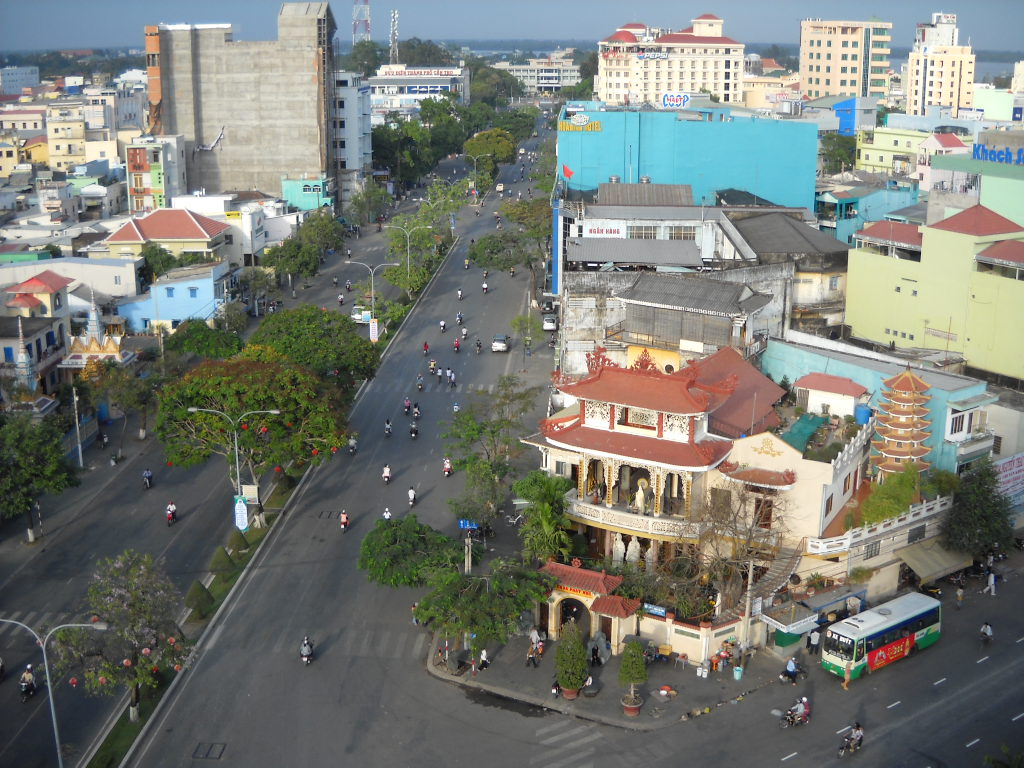
Кантхо
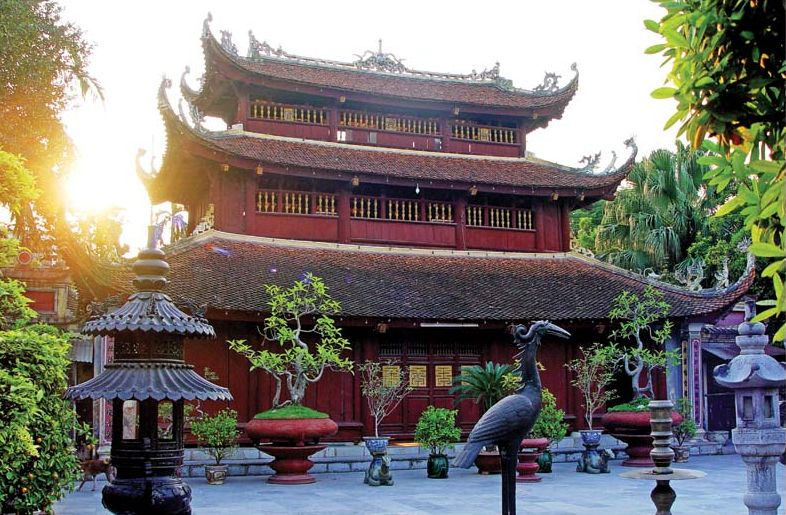
Хайфон